# Ивано Вендраме
Ивано Вендраме (итал. Ivano Vendrame; 19. мај 1997) италијански је пливач чија специјалност је пливање спринтерских трка слободним стилом.

## Каријера
Међународни деби имао је у јулу 2015. на Европским играма у Бакуу где је пливао у штафети 4×100 слободно са којом је освојио сребрну медаљу. На истом такмичењу заузео је и два 16. места у квалификацијама трка на 50 и 100 слободно. Свега месец дана касније на светском јуниорском првенству у Сингапуру освојио је бронзану медаљу у штафети 4×100 слободно
У сениорској конкуренцији дебитовао је на светском првенству у Будимпешти 2017. где се такмичио у три дисциплине, а најбољи резултат, 5. место, остварио је у финалу трке штафета на 4×100 слободно микс, док је у трци на 100 слободно био 13. са временом од 48,71 секунди и није успео да се пласира у финале.